# 紀橡姬
紀橡姬（めいのいらつめ，？—709年10月21日）日本飛鳥時代女性，紀諸人之女，志貴皇子（施基親王）之妃，光仁天皇的生母，贈皇太后。

## 生平
紀橡姬嫁给了志貴皇子（施基親王），生下了難波女王（難波内親王）、白壁王（光仁天皇）。和铜二年九月十四紀橡姬去世。
宝龟元年（770年），紀橡姬所生的白壁王即位为光仁天皇，当时其母紀橡姬早已去世，即位的翌年宝龟二年（771年）十二月，追贈紀橡姬为皇太后。